# Norr (Zeitschrift)
Norr ist ein seit 2005 bestehendes deutschsprachiges Outdoormagazin mit Sitz in der schwedischen Hauptstadt Stockholm. Der Schwerpunkt bei der Berichterstattung liegt auf Skandinavien.

## Redaktion

### Chefredakteure
- 2005 – heute: Gabriel Arthur
- 2020 – heute: Karen Hensel

### Mitarbeiter
Die Zeitschrift verfügt mit Katja Gustafsson, Karen Hensel, Jana Krah und Philipp Olsmeyer über vier feste Redakteure. Hinzu kommt Art-Direktorin Susan Larsen. Im Bereich Übersetzung sind wiederum Katja Gustafsson, Kristina Maid-Zinke und Joana Öxler aktiv. In jeder Ausgabe finden sich dazu noch Reportagen und Bilderserien diverser freier Mitarbeiter und Gastautoren.
Das Magazin wird von deutschen Skandinavien-Liebhabern und -Insidern produziert. Gründer/Verleger/Chefredakteur Gabriel Arthur ist selbst gebürtiger Schwede, Outdoor-Experte und Reisejournalist. Die Autoren sind gebürtige Deutsche oder Skandinavier und sind entweder in einem skandinavischen Land ansässig oder haben umfangreiche Reiseerfahrung im Norden Europas.

## Heftinhalte
Vier Mal im Jahr berichtet Norr über Erlebnisse in den nordischen Ländern, über die Natur und über Menschen. Auch Umweltschutz und Nachhaltigkeit sind ein Thema – auch bei Papier, Themenwahl oder Transportmitteln.
Von grundlegender Bedeutung für die Berichterstattungen sind die vier Jahreszeiten, so dass die Berichte stets saisonspezifisch sind. Dem Leser sollen so stets die interessantesten Orte im gesamtskandinavischen Raum präsentiert werden.
Hinter der Zeitschrift steht ein schwedisch-deutsches Team mit langjähriger Erfahrung im Outdoor-Journalismus. In jeder Ausgabe finden sich Berichte zu den Themen Outdoor & Wildnis, Kultur & Lebensstil, Design & Architektur sowie Natur & Umwelt. Den Kern bilden größere Reportagen, die meist als Reisebericht angelegt sind. Dazu gehört auch die sich über mehrere Seiten erstreckende Titelgeschichte.
Das Magazin wird in Stockholm produziert und ist in Deutschland, Österreich und der Schweiz im Abo und Einzelverkauf erhältlich.

## Green-Partner-Projekt
Seit 2010 unterhält Norr bestimmte Verträge mit Unternehmen aus der Outdoorbranche, die sich aktiv für den Umweltschutz einsetzen, die sogenannten Green Partner. Als Bedingungen an diese Unternehmen wird einerseits eine ganzheitliche, systematische Arbeitsstrategie, durch welche der Umwelteinfluss des Unternehmens so gering wie möglich bleibt, gestellt und andererseits die Verfügbarkeit einer breiten Produktpalette mit ökologisch verträglich hergestellten Artikeln. Sie erhalten dafür z. B. Sonderkonditionen beim Schalten von Werbung im Magazin und von jeder Ausgabe eine gewisse Menge an Gratisexemplaren. Darüber hinaus werden die Umweltstrategien der Unternehmen vorgestellt. Aus den Einnahmen der Green-Partner-Kooperation fließen immer 5 % an die schwedische Umweltstiftung "Naturarvet" (dt.: das Naturerbe).
Aktuell gehören zu den Green-Partnern Fjällräven, Haglöfs, Hilleberg, Lundhags, Patagonia, Bergans, bleed, Light My Fire, Morakniv und Woolpower.

## Vertrieb
Bisher konnte Norr in jedem Jahr einen Zuwachs hinsichtlich Auflage und Vertrieb verzeichnen. So konnte 2017 eine Gesamtauflage von ca. 30.000 Exemplaren verzeichnet werden, wovon ca. 5.500 Exemplare über Kioske, ca. 5.000 via Abonnements und ca. 14.000 in von den Green-Partnern ausgewählten Outdoor-Shops verbreitet wurden.